# San Manuel (Isabela)
San Manuel è una municipalità di quarta classe delle Filippine, situata nella Provincia di Isabela, nella Regione della Valle di Cagayan.
San Manuel è formata da 19 baranggay:
- Agliam
- Babanuang
- Cabaritan
- Caraniogan
- District 1 (Pob.)
- District 2 (Pob.)
- District 3 (Pob.)
- District 4 (Pob.)
- Eden
- Malalinta
- Mararigue
- Nueva Era
- Pisang
- San Francisco
- Sandiat Centro
- Sandiat East
- Sandiat West
- Santa Cruz
- Villanueva